# Salli Richardson
Salli Elise Richardson-Whitfield (Chicago, 23 november 1967) is een Amerikaans televisie- en filmactrice. Ze werd in 2011 genomineerd voor een Image Award voor haar hoofdrol als Allison Blake in de komedie-sciencefictionserie Eureka. Richardson maakte in 1991 haar film- en acteerdebuut als Denise in de dramafilm Up Against the Wall.
Richardson speelde onder meer gedurende 68 afleveringen Viveca Foster in de advocatenserie Family Law. Daarnaast sprak ze de stem in van Elisa Maza in meer dan tachtig afleveringen van de animatieserie Gargoyles. Beide rollen zijn de omvangrijkste van die in meer dan tien series waarin ze wederkerende personages speelde.
Richardson is de dochter van een vader van Italiaans-Ierse afkomst en een moeder van Afro-Amerikaanse afkomst. Ze trouwde in 2002 met acteur Dondre Whitfield, waarop ze zijn achternaam aan de hare toevoegde. Samen kregen ze dochter Parker Richardson Whitfield en vervolgens zoon Dre Terrell Whitfield.

## Filmografie
*Exclusief televisiefilms
| - The Sin Seer (2015) - Playin' for Love (2013) - We the Party (2012) - I Will Follow (2011) - Pastor Brown (2009) - Black Dynamite (2009) - I Am Legend (2007) - Anacondas: The Hunt for the Blood Orchid (2004) - Biker Boyz (2003) - Baby of the Family (2002) - Antwone Fisher (2002) - Book of Love: The Definitive Reason Why Men Are Dogs (2002) | - Lillie (1999) - Butter (1998) - The Great White Hype (1996) - Once Upon a Time... When We Were Colored (1995) - A Low Down Dirty Shame (1994) - Sioux City (1994) - Posse (1993) - How U Like Me Now (1992) - Mo' Money (1992) - Prelude to a Kiss (1992) - Up Against the Wall (1991) |

## Televisieseries
*Exclusief eenmalige gastrollen
- Stitchers - Maggie Baptiste (2015-2017, 31 afleveringen)
- NCIS - Carrie Clark (2013-2015, drie afleveringen)
- Being Mary Jane - Valerie (2015, zes afleveringen)
- The Newsroom - Jane Barrow (2012-2013, drie afleveringen)
- Eureka - Allison Blake (2006-2012, 77 afleveringen)
- Criminal Minds - Tamara Barnes (2009, twee afleveringen)
- Eureka: Hide and Seek - Allison Blake (2006, drie afleveringen - miniserie)
- NYPD Blue - Bobbi Kingston (2004, twee afleveringen)
- CSI: Miami - Laura (2003, vijf afleveringen)
- Family Law - Viveca Foster (1999-2002, 68 afleveringen)
- Rude Awakening - Nancy Adams (2000-2001, drie afleveringen)
- Mercy Point - Kim (1998-1999, vier afleveringen)
- Gargoyles: The Goliath Chronicles - stem Elisa Maza (1996, elf afleveringen)
- Gargoyles - stem Elisa Maza (1994-1996, 71 afleveringen)

- Biblioteca Nacional de España: XX1260637
- Bibliothèque nationale de France: cb16256997h (data)
- Gemeinsame Normdatei: 141493844
- International Standard Name Identifier: 0000 0001 1950 7790
- Library of Congress Control Number: no2010066247
- Nationale Bibliotheek van Tsjechië: pna2011622979
- Système universitaire de documentation: 158978587
- Virtual International Authority File: 68313477
- WorldCat: E39PBJd3QPb34R33rKJxTj6xjC